# Cneu Pompeu Estrabão
Cneu Pompeu Estrabão (135–87 a.C.; em latim: Gnaeus Pompeius Strabo) foi um político da gente Pompeia da República Romana eleito cônsul em 89 a.C. com Lúcio Pórcio Catão. O triúnviro Cneu Pompeu Magno, cônsul quatro vezes entre 70 e 52 a.C., era seu filho. Foi o primeiro de sua família a chegar ao Senado Romano e também o primeiro a conquistar o consulado. Ele é geralmente conhecido como Pompeu Estrabão para diferenciá-lo do famoso geógrafo Estrabão.

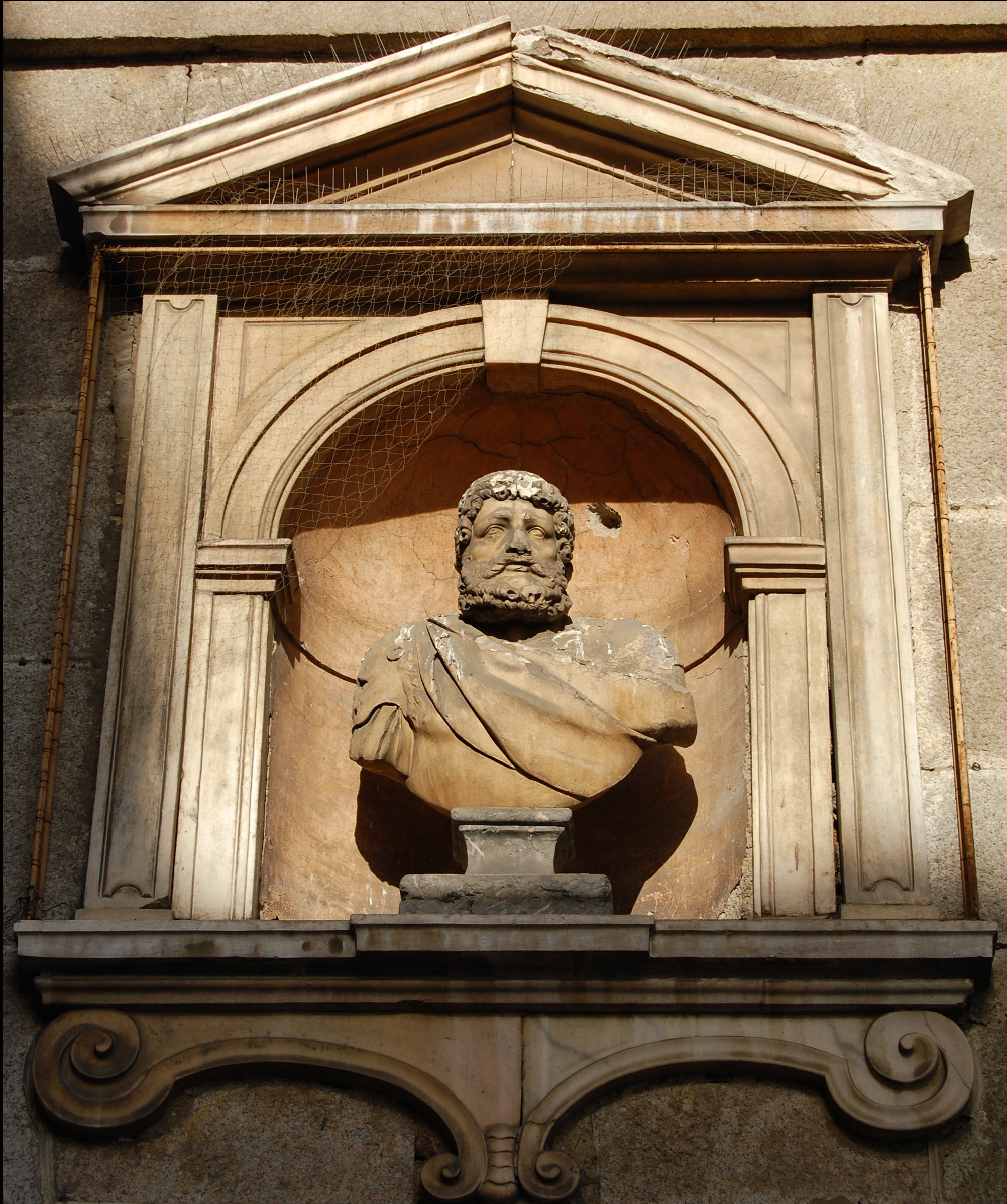

## Origem
Pompeu era oriundo da zona rural de Piceno, uma antiga região localizada entre os Apeninos e o mar Adriático. Pompeu era neto de Cneu Pompeu e filho mais novo de Sexto Pompeu e de sua esposa Lucília, irmã do poeta romano Lucílio. Seu irmão mais velho, Sexto Pompeu, tinha grande conhecimento da lei romana, geometria e da doutrina dos estoicos. Sua irmã chamava-se Pompeia, sogra de Júlia César, a Velha, a irmã do ditador Júlio César.
Seu cognome, "Estrabão", significa estrábico e era inicialmente um apelido de seu cozinheiro Menógenes que, segundo Plínio, o Velho, acabou passando para Pompeu por causa de uma certa "semelhança" entre os dois. O próprio Pompeu acabou adotando o cognome como próprio e assim seu nome aparece nos Fastos e em algumas de suas moedas.

## Carreira
O nome de Pompeu foi mencionado pela primeira vez em relação a um assunto vergonhoso. Depois de um mandato de questor na Sardenha em 103 a.C. sob o comando do propretor Tito Albúcio, Pompeu resolveu processá-lo depois de amealhar evidências sobre sua atuação mesmo sabendo que os romanos consideravam a relação entre o pretor e o questor como sagrada. Por conta disto, a acusação não pôde ser feita por ele e coube a Caio César levá-la adiante. Seguindo sua carreira pelo cursus honorum da magistratura romana, foi eleito pretor em 94 a.C. e, no ano seguinte, conseguiu ser propretor na Sicília.

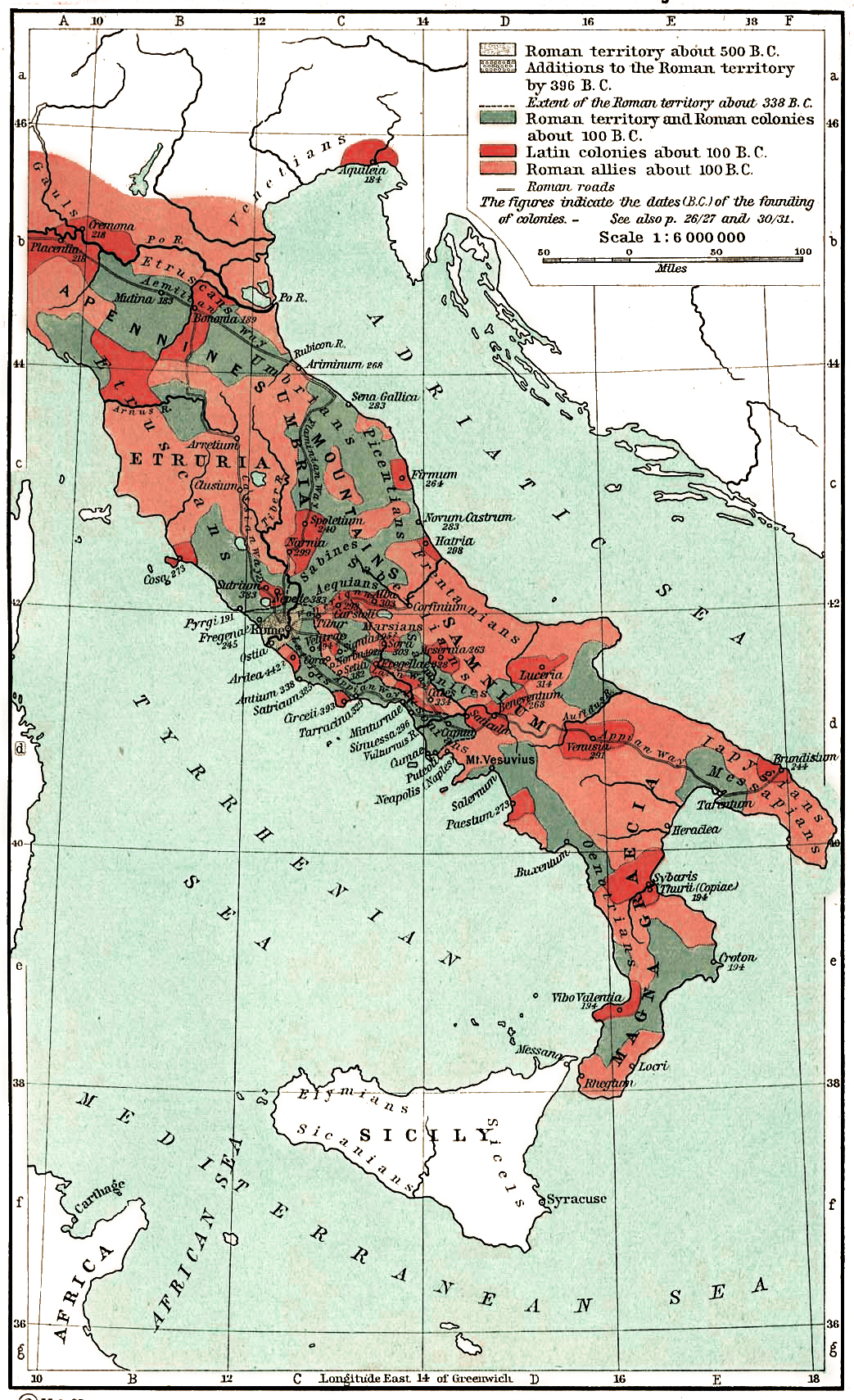
Mapa da Itália durante a Guerra Social (91-88 a.C.)

### Guerra Social
No início da Guerra Social, os dois cônsules romanos, Sexto Júlio César e Públio Rutílio Lupo, marcharam juntos, mas, quando a guerra se tornou complexa demais, com várias frentes simultâneas, os melhores generais romanos foram escolhidos para serem legados dos cônsules: com Rutílio ficaram Pompeu, Quinto Servílio Cepião, Marco Perperna, Caio Mário e Valério Messala; com Sexto César ficaram Públio Lêntulo, Tito Dídio, Lúcio Licínio Crasso, Lúcio Cornélio Sula e Cláudio Marcelo.
Durante a campanha de Rutílio, perto do Monte Falerno, Caio Judacílio, Tito Lafrênio e Tito Vécio Escatão derrotaram Pompeu, que se refugiou em Firmum, sendo sitiado em seguida Lafrênio. Quando Pompeu soube que um exército se aproximava, enviou Sulpício para atacar o exército de Lafrênio pela retaguarda enquanto ele próprio atacava pela frente. A vitória foi obtida quando Sulpício pôs fogo no acampamento inimigo. Os rebeldes se refugiram em Ásculo e Lafrênio foi morto na batalha.
Pompeu cercou a cidade, terra natal de Judacílio, que tinha consigo oito coortes e queria que os habitantes da cidade atacassem as tropas sitiantes assim que ele chegasse. Contudo, por medo, os defensores não atacaram e Judacílio conseguiu forçar sua entrada na cidade. Lá, acusou os cidadãos de covardia, matou seus inimigos que haviam impedido a cidade de lutar, fez uma grande pira funeral no meio da cidade, celebrou com seus amigos, tomou veneno, jogou-se na pira e ordenou que ela fosse acesa; Segundo Apiano, Judacílio considerava glorioso morrer por seu país.

### Consulado (89 a.C.)
Como Pompeu demonstrou ser um habilidoso general, acabou sendo eleito cônsul em 89 a.C. juntamente com Lúcio Pórcio Catão Saloniano. Inicialmente, Pompeu lutou contra os etruscos, matando 5 000 deles. Em seguida, derrotou os mársios, marrucinos e vestinos até que conseguiu finalmente superar as defesas de Ásculo e subjugou os picentinos na Batalha de Ásculo. Suas três legiões foram vitais para a vitória romana. Pompeu mandou executar todos os líderes da revolta e exilou todos os habitantes da cidade.
Regressou a Roma no final do ano, celebrando um triunfo em 27 de dezembro. Antes do final de seu mandato, conseguiu aprovar a Lex Pompeia de Transpadanis, que concedia aos gauleses da Transpadana o direito latino por sua lealdade. Segundo alguns estudiosos, teria sido ele também o responsável por propô-la em Roma.
As cidades de Laus Pompeia ("Elogio a Pompeu"), a moderna Lodi Vecchio, e Alba Pompeia, moderna Alba, foram batizadas em sua homenagem. Entre as tropas auxiliares à disposição de Pompeu se destacaram, por sua extraordinária atuação ("virtutis caussa") na captura de Ásculo, um grupo de vascões da cidade de Segia, que Pompeu recompensou inscrevendo-os nas várias tribos romanas, como atesta uma famosa inscrição em bronze.

## Guerra Civil

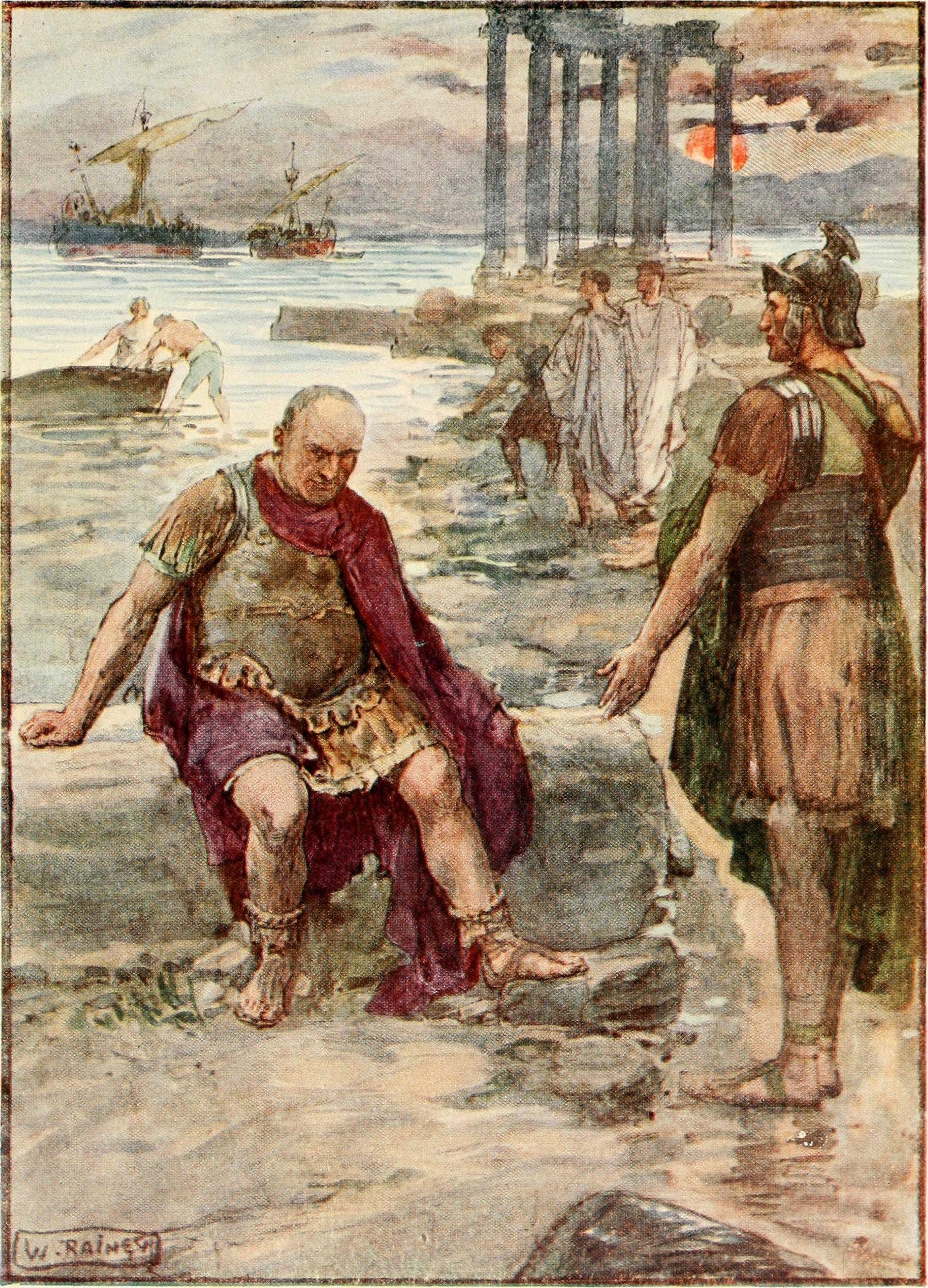
Caio Mário, o líder da facção dos populares e adversário de Pompeu Estrabão

Depois da guerra, Estrabão se mudou para Piceno com todos os seus veteranos e estabeleceu um acampamento junto de uma das reservas de água que abasteciam Roma e, devido aos detritos que os seus soldados jogavam no rio, foi acusado por vários problemas de saúde da população, o que lhe valeu a inimizade da população romana. 
Em 88 a.C. irrompeu a guerra civil entre Caio Mário, o líder da facção dos populares, e Lúcio Cornélio Sula, dos optimates, que acabou com a vitória deste último e a proscrição do primeiro, que fugiu da Itália. Quando Sula assumiu o posto de Pompeu na Primeira Guerra Mitridática e deixou a Itália a cargo de Quinto Pompeu Rufo, o Senado Romano emitiu uma ordem para que Estrabão lhe entregasse o comando de suas tropas. Ele estava lutando no sul da Itália (principalmente no Sâmnio) contra os italianos que ainda não haviam se pacificado quando soube do que estava acontecendo. Com a chegada de Rufo, Estrabão obedeceu e entregou-lhe o comando, apesar de contrariado. Acredita-se, por conta disto, que tenha sido ele próprio a instigar um motim entre os soldados que levou, pouco depois, à morte de Rufo. Estrabão fingiu horror pelo crime, mas nada fez para levar os culpados à justiça. Sula, lutando no oriente, não pôde fazer nada.
No ano seguinte, 87 a.C., os populares tomaram o poder através de Lúcio Cornélio Cina. Quando eles estavam para entrar na capital, os optimates chamaram Estrabão para ajudá-los, mas, como estes mesmos aristocratas lhe haviam negado um segundo consulado para aquele ano, ele não se entusiasmou em acudir. Estrabão tinha o hábito de se posicionar dos dois lados em momentos de grave tensão política. Apesar disto, ele não estava ainda pronto para se juntar aos populares, e por isso marchou lentamente para libertar a cidade. Porém, ainda assim acabou sendo obrigado a lutar, perto da Porta Colina, com os exércitos de Cina e de Quinto Sertório, uma batalha conhecida como Batalha da Porta Colina.
A batalha não foi decisiva, mas Estrabão não podia mais se mostrar como neutro. Cina tratou de eliminá-lo através de um assassinato, mas ele acabou sendo salvo pela energia e prudência de seu filho, que também teve que reprimir um violento motim entre seus soldados. Pouco depois disto, mas ainda no mesmo ano, Estrabão foi morto, segundo Plutarco, por um raio e a população de Roma arrancou seu corpo da pira crematória para insultá-lo. Outra hipótese, mais provável, é que ele teria morrido durante uma epidemia que se abateu sobre a cidade na época. Sua avareza e crueldade haviam feito dele uma pessoa tão odiada pelos soldados que eles mesmos capturaram seu cadáver, que seguia o féretro, e o arrastaram pelas ruas. Cícero o descreve como "digno de ódio por causa de sua avareza e perfídia" e afirma que ele era habilidoso como oratória, mas muito mais como general. Deixou uma herança considerável, especialmente em Piceno.
Conta-se que após a sua morte, provavelmente por doença causada por alguma infecção, durante suas exéquias a população o arrastou nu pelas ruas de Roma atado a um burro. 
Seu filho, que seria muito mais tarde conhecido como Pompeu Magno, voltou com as legiões do pai novamente para Piceno.